# Hélène Receveaux
Hélène Receveaux (* 28. Februar 1991) ist eine ehemalige französische Judoka. Sie gewann 2017 Bronze bei den Welt- und bei den Europameisterschaften.

## Sportliche Karriere
Hélène Receveaux kämpfte ab 2008 im Leichtgewicht, der Gewichtsklasse bis 57 Kilogramm. 2010 gewann sie innerhalb von fünf Wochen den Titel bei den Junioreneuropameisterschaften und bei den Juniorenweltmeisterschaften. Einen Monat nach den Weltmeisterschaften wurde sie Dritte der U23-Europameisterschaften. Im Jahr darauf wurde sie Studenteneuropameisterin. Bei der Universiade 2011 wurde sie Dritte. Im November 2011 gewann Receveaux ihren einzigen französischen Meistertitel. Eine Woche später wurde sie Zweite der U23-Europameisterschaften. 2013 startete sie noch einmal bei der Universiade in Kasan und belegte den siebten Platz.
2015 nahm Receveaux erstmals an großen internationalen Meisterschaften teil, schied aber bei den Weltmeisterschaften in Astana in der ersten Runde aus. Ende 2015 erreichte sie das Finale beim Grand-Slam-Turnier in Tokio und verlor dann gegen die Japanerin Tsukasa Yoshida. Bei den Europameisterschaften 2016 in Kasan unterlag sie im Halbfinale ihrer Landsfrau Automne Pavia und verlor im Anschluss auch den Kampf um Bronze gegen die Israelin Timna Nelson Levy. Bei den Olympischen Spielen 2016 trat wie 2012 Automne Pavia für Frankreich im Leichtgewicht an.
Im Februar 2017 besiegte Receveaux im Halbfinale des Grand Slams in Paris ihre Landsfrau Priscilla Gneto und verlor im Finale gegen die Südkoreanerin Kwon You-jeong. Bei den Europameisterschaften in Warschau verlor Receveaux im Halbfinale gegen die Deutsche Theresa Stoll, den Kampf um Bronze gewann die Französin gegen die Russin Irina Sabludina. Vier Monate später bei den Weltmeisterschaften in Budapest unterlag Receveaux im Halbfinale gegen Tsukasa Yoshida. Durch einen Sieg über die Portugiesin Telma Monteiro erkämpfte Receveaux eine Bronzemedaille. 2018 schied Receveaux bei den Europameisterschaften in Tel Aviv in ihrem Auftaktkampf aus. Bei den Weltmeisterschaften in Baku wurde sie Siebte. Im Mai 2021 gewann Receveaux das Grand-Slam-Turnier in Kasan. Bei den Olympischen Spielen in Tokio stand Sarah Léonie Cysique im französischen Aufgebot. Hélène Receveaux beendete ihre internationale Karriere, nachdem ihr zum dritten Mal die Olympiateilnahme nicht geglückt war.